# HomeComputerMuseum
Het HomeComputerMuseum is een interactief museum over de geschiedenis van de homecomputer. Het museum is gevestigd in de Nederlandse stad Helmond.

## Beschrijving
Het museum werd geopend op 17 maart 2018 aan de Kluisstraat 3-5. Door ruimtegebrek en een aflopend huurcontract moest er echter al snel naar een andere ruimte gezocht worden, en op 2 februari 2020 verhuisde het museum naar de huidige locatie op de Noord Koninginnewal 28 in Helmond.
Het HomeComputerMuseum presenteert een chronologische voorstelling van de computer zoals thuis gebruikt kan worden. Het is volledig interactief waarbij alle computers gebruikt mogen worden door bezoekers. De officiële missie is: Het conserveren en beschikbaar stellen van de geschiedenis van de thuiscomputer voor en met huidige en toekomstige generaties.
De oorspronkelijk verzameling is in eigendom van Bart van den Akker, de oprichter van het museum. Door de jaren heen hebben ook andere (computer)verzamelaars (delen van) hun collectie tentoongesteld bij het museum, waardoor een compleet beeld is ontstaan van de geschiedenis van de thuiscomputer.

## Collectie
Het museum heeft een duidelijke focus op de geschiedenis van de homecomputer. Er zijn dan ook nauwelijks tot geen grote bedrijfscomputers te vinden en de collectie begint halverwege de jaren 70 met o.a. de Altair 8800 (december 1974) en een Imsai 8080 (december 1975).
Chronologisch komen alle grote en kleine computermerken voorbij en is van de meeste merken de collectie tot 2006 compleet. Zo is bijna de volledige geschiedenis van Commodore (incl alle Commodore Amiga's), Atari, Sinclair, Apple (incl de volledige Apple II-reeks en de eerste Apple Lisa van Nederland), MSX, Kaypro, Tandy, Philips en Tulip werkend aanwezig. Ook vele kleinere merken personal computers zijn aanwezig. 
Enkele unieke items in het museum:
- De Commodore Amiga 4000 gebruikt voor de film Titanic (1997).
- Een Commodore Amiga 2500UX van de NASA.
- 's werelds grootste collectie pc-games in doos.
- 's werelds grootste collectie Cd-i.
- Grootste collectie Philips-computers.
- Grootste collectie Tulip Computers.
- Werkende Aesthedes.
- Commodore 64 van Jeroen Tel.
- Amiga 1200 van Psygnosis
- Oudste IBM PC van Nederland.

Het museum geeft speciale aandacht aan de (verloren) Nederlandse computermerken zoals Tulip, Philips, Holborn, Genisys/G2, Laser Computers en anderen.

## Prijzen en voorbeeldfunctie
Het museum zet zich in voor mensen met een afstand tot de arbeidsmarkt, met name mensen met een autismespectrumstoornis. Deze worden binnen het museum begeleid naar een vaste baan waar de mensen ook langdurig werkzaam zullen blijven. Er worden, naast museale taken, ook enkele commerciële taken uitgevoerd zoals een reparatiedienst, digitaal erfgoed en taxaties. Hierdoor is het non-profit bedrijf zelfstandig opererend en onafhankelijk van subsidies of sponsoren.
Deze mix van cultuur (erfgoed), sociaal en commercieel geldt als voorbeeldfunctie voor tal van musea en overheidsorganen waaronder Rijksdienst voor het Cultureel Erfgoed en International Council of Museums. Het museum heeft vanwege de maatschappelijke inzet enkele prijzen ontvangen:
- Erfgoedprijs 2019 van Erfgoed Brabant.[6]
- Carat Cultuurprijs 2020 van Stichting Carat, Helmond[7]

## Galerij

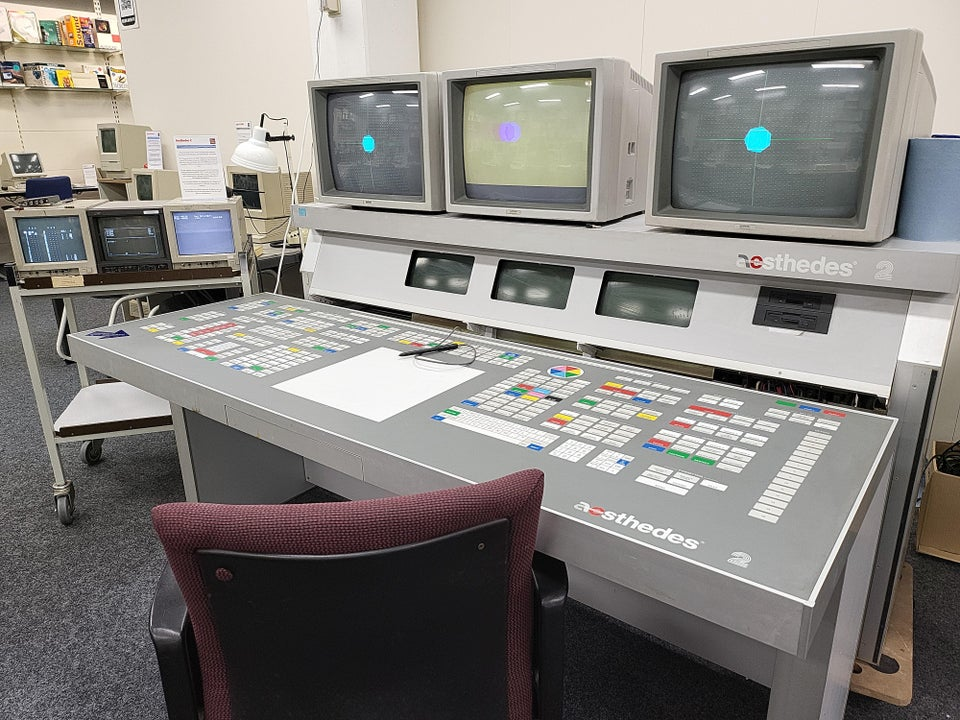
Aesthedes
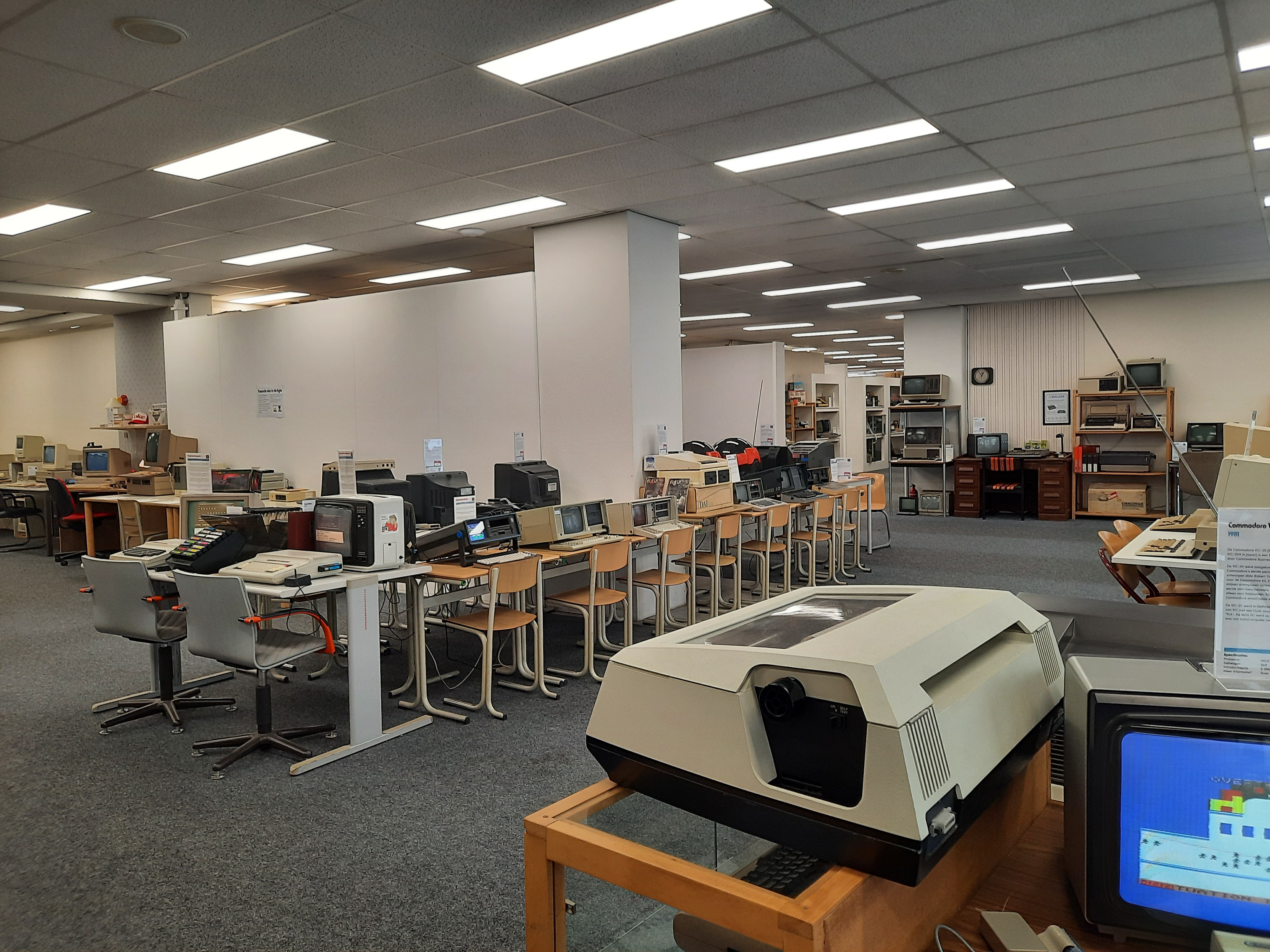
Homecomputers
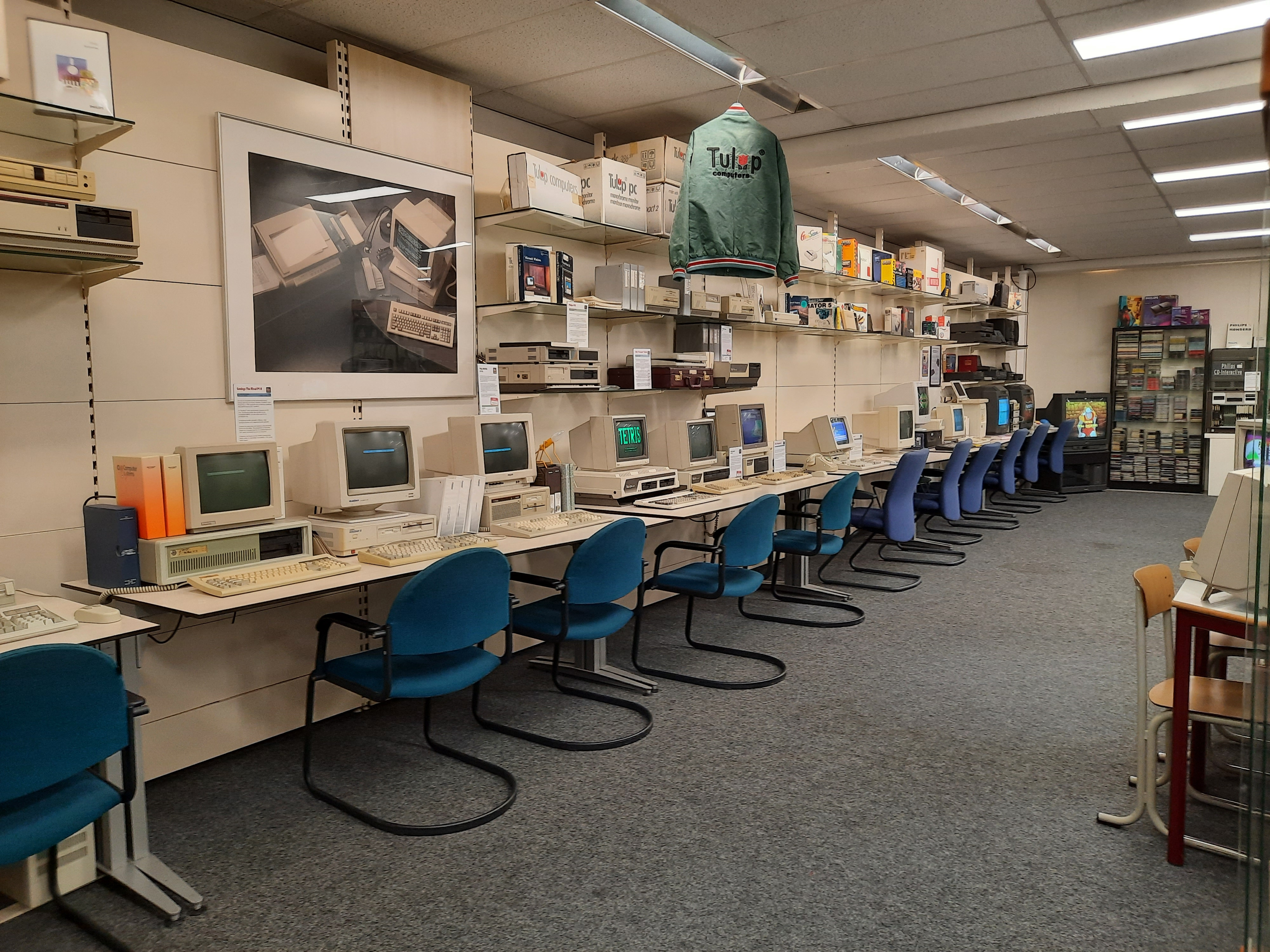
Tulip Computers